# 省政府站 (兰州市)
省政府站是一个位于中国甘肃省兰州市城关区张掖路街道张掖路与酒泉路交叉口东南侧地下，属于兰州轨道交通1号线的地铁车站，于2020年9月28日开通。

## 车站结构
省政府站为地下四层岛式站台车站，车站长170.75米，标准段宽22.9米，车站地下一层、地下二层为商业层，地下三层为站厅层，地下四层为站台层。
| 地面              | 出入口 | A-B出入口                                                                                                 |
| 地下一层          | 商业层 | |
| 地下二层          | 商业层 | |
| 地下三层          | 站厅   | 客服中心、自动售票机、验票机                                                                              |
| 地下四层          | 站台层 | \| \| \| █ 1号线往陈官营（西关） \| \| 島式 · 開左邊车门 \| \| \| \| \| \| █ 1号线往东岗（东方红广场） \| |
|                   |        | █ 1号线往陈官营（西关）                                                                                   |
| 島式 · 開左邊车门 |        | |
|                   |        | █ 1号线往东岗（东方红广场）                                                                               |

## 车站出口
省政府站共设2个出口，各出口及周围设施如下所示：
| 编号                | 建议前往的目的地 | 照片 | 无障碍设施 |
| ------------------- | ---------------- | ---- | ---------- |
| A · 出口 · （设有） | 张掖路东段南侧   |      |            |
| B · 出口            | 酒泉路北段东侧   |      | 不適用     |
| 图例： 设有         |                  |      |            |

## 接驳交通

### 公交车
- 省政府：4路、6路、8路、9路、82路、85路、137路、143路、146路、146路附线、Q87路

## 车站历史
- 2015年11月12日，车站正式开工[4]。
- 2019年6月23日，1号线一期工程通车，车站受拆迁进度与中央商务区项目地下结构部分结合建设影响未能完工，列车经过该站不停车。
- 2020年5月27日，车站主体结构封顶[2]。
- 2020年9月28日，车站开通[1]。